# 옌시나 올센
옌시나 올센(페로어: Jensina Olsen, 1970년 ~ )은 페로 제도의 가수이다.